# Diagonalización
En matemáticas y, en particular, en álgebra lineal, la diagonalización es un proceso que permite simplificar la descripción de ciertos endomorfismos de un espacio vectorial. En particular, identificando el endomorfismo con su matriz asociada en cierta base, se puede hablar de diagonalización de matrices. Consiste en encontrar una base del espacio vectorial formada por vectores propios, si existe alguna. Esto se refleja en obtener una base tal que la matriz asociada al endomorfismo en la misma es una matriz diagonal.
El proceso se reduce, pues, a una reducción máxima del endomorfismo, es decir, a una descomposición del espacio vectorial en suma directa de subespacios vectoriales invariantes por el endomorfismo. Restringido sobre cada uno de ellos, el endomorfismo se reduce a una homotecia. Por tanto, la diagonalización permite una mejor visualización geométrico de la actuación del endomorfismo sobre el espacio vectorial. Además, la diagonalización permite un cálculo rápido y simple de potencias y exponenciales de matrices (entendidas como matrices de un endomorfismo), lo que permite expresar numéricamente ciertos sistemas dinámicos lineales, obtenidos por iteración o por ecuaciones diferenciales.

## Introducción y deducción del método
Supongamos que tenemos un endomorfismo {\displaystyle f:\mathbb {R} ^{3}\rightarrow \mathbb {R} ^{3}} del espacio vectorial {\displaystyle \mathbb {R} ^{3}} que en base canónica tiene por matriz asociada la matriz {\displaystyle A={\begin{pmatrix}2&1&1\\0&4&1\\0&3&2\end{pmatrix}}}.
Supongamos que queremos estudiar, por ejemplo, el endomorfismo {\displaystyle f^{10}}, que tiene por matriz asociada {\displaystyle A^{10}}. Esta matriz es difícil de calcular. Sin embargo, si encontráramos otra base {\displaystyle {\mathcal {B'}}} tal que la matriz de {\displaystyle f} en esa base fuera una matriz diagonal {\displaystyle D={\begin{pmatrix}d_{1}&0&0\\0&d_{2}&0\\0&0&d_{3}\end{pmatrix}}}, con {\displaystyle P} la matriz de cambio de base de {\displaystyle {\mathcal {B'}}} a la base canónica, es decir, {\displaystyle A=PDP^{-1}}, tendríamos que {\displaystyle A^{10}=(PDP^{-1})(PDP^{-1}){\overset {10{\text{ veces}}}{\dots }}(PDP^{-1})(PDP^{-1})=PD(P^{-1}P)D(P^{-1}P)\dots (P^{-1}P)DP^{-1}=PD^{10}P^{-1}=P{\begin{pmatrix}d_{1}^{10}&0&0\\0&d_{2}^{10}&0\\0&0&d_{3}^{10}\end{pmatrix}}P^{-1}}.
Así, el problema se vería reducido a calcular potencias de números reales, algo mucho más sencillo.
Veamos ahora cómo podemos construir la base {\displaystyle {\mathcal {B'}}=\{u_{1},u_{2},u_{3}\}} para que la matriz de {\displaystyle f} en esa base sea diagonal. Por construcción de la matriz de una aplicación lineal en una cierta base, que la matriz de {\displaystyle f} en base {\displaystyle {\mathcal {B'}}} sea {\displaystyle D} significa que {\displaystyle \left\{{\begin{matrix}f(u_{1})=d_{1}u_{1}\\f(u_{2})=d_{2}u_{2}\\f(u_{3})=d_{3}u_{3}\end{matrix}}\right.}. Tomemos por ejemplo la primera condición y denotemos {\displaystyle {\mathcal {B}}} la base canónica: {\displaystyle f(u_{1})=d_{1}u_{1}\Leftrightarrow A(u_{1})_{\mathcal {B}}=d_{1}(u_{1})_{\mathcal {B}}\Leftrightarrow (A-d_{1}I)(u_{1})_{\mathcal {B}}=0}. Como {\displaystyle u_{1}} forma parte de una base, no puede ser nulo, de forma que esto quiere decir que el sistema homogéneo {\displaystyle (A-d_{1}I)x=0} tiene soluciones no triviales (distintas de 0). Por el teorema de Rouché–Frobenius, esto quiere decir que {\displaystyle \operatorname {rg} (A-d_{1}I)<3\Leftrightarrow \det(A-d_{1}I)=0}. Si consideramos el polinomio {\displaystyle Q_{f}(t)=\det(A-tI)} esto quiere decir que {\displaystyle d_{1}} tiene que ser raíz de {\displaystyle Q_{f}}. Simétricamente para {\displaystyle u_{2}} y {\displaystyle u_{3}}, obtenemos que {\displaystyle d_{2},d_{3}} también son raíces de {\displaystyle Q_{f}}. Es decir, {\displaystyle \{d_{i}\}} es el conjunto de raíces del polinomio {\displaystyle Q_{f}}, al que llamaremos polinomio característico de {\displaystyle f}. Por tanto, si no hay ninguna raíz en el cuerpo donde estamos trabajando, podemos afirmar que el endomorfismo no diagonaliza.
Por tanto, el primer paso es encontrar las raíces de {\displaystyle Q_{f}} a las que llamaremos valores propios (o VAPS) de {\displaystyle f}. Una vez encontradas, encontramos los vectores {\displaystyle u_{i}} como soluciones no triviales de los sistemas {\displaystyle (A-d_{i}I)x=0} que sabemos que existen porque hemos impuesto que el rango de la matriz {\displaystyle A-d_{i}I} baje para los {\displaystyle d_{i}} encontrados. A los vectores {\displaystyle u_{i}} los llamaremos vectores propios (o VEPS) de {\displaystyle f}. Una vez encontrados, hay que comprobar que formen entre ellos una base. Si la forman, ya tenemos la base {\displaystyle {\mathcal {B'}}} que buscábamos. Si no, diremos que {\displaystyle f} era un endomorfismo no diagonalizable. Este método es válido en general para cualquier dimensión. Es decir, para diagonalizar una matriz los pasos a seguir son:
(1) Encontrar los valores propios: las raíces de {\displaystyle Q_{f}(t)=\det(A-tI)}. Si no tiene, {\displaystyle f} no diagonaliza.
(2) Encontrar los vectores propios: para cada valor propio {\displaystyle d_{i}}, las soluciones de {\displaystyle (A-d_{i}I)x=0}. Tomar, de entre los vectores propios de cada valor propio, tantos linealmente independientes como sea posible.
(3) Comprobar que el conjunto de vectores obtenidos es, efectivamente una base. Si lo es, ya estamos. Si no, {\displaystyle f} no es diagonalizable.
En el ejemplo anterior haríamos lo siguiente:
{\displaystyle (1)\quad Q_{f}(t)=\det(A-tI)={\begin{vmatrix}2-t&1&1\\0&4-t&1\\0&3&2-t\end{vmatrix}}=(2-t){\begin{vmatrix}4-t&1\\3&2-t\end{vmatrix}}=}
{\displaystyle =(2-t)((4-t)(2-t)-3)=(2-t)(5-6t+t^{2})=(2-t)(5-t)(1-t)}. Por lo que los valores propios son {\displaystyle 1,2} y {\displaystyle 5}.
{\displaystyle (2)\quad }Encontramos los vectores propios:
{\displaystyle t=1}: {\displaystyle A-I={\begin{pmatrix}1&1&1\\0&3&1\\0&3&1\end{pmatrix}}\sim {\begin{pmatrix}1&1&1\\0&3&1\\0&0&0\end{pmatrix}}\Rightarrow \ker(A-I)=\operatorname {span} (-2,1,3)\Rightarrow u_{1}=(-2,1,3)}
{\displaystyle t=2}: {\displaystyle A-2I={\begin{pmatrix}0&1&1\\0&2&1\\0&3&0\end{pmatrix}}\sim {\begin{pmatrix}0&1&0\\0&0&1\\0&0&0\end{pmatrix}}\Rightarrow \ker(A-2I)=\operatorname {span} (1,0,0)\Rightarrow u_{2}=(1,0,0)}
{\displaystyle t=5}: {\displaystyle A-5I={\begin{pmatrix}-3&1&1\\0&-1&1\\0&3&-3\end{pmatrix}}\sim {\begin{pmatrix}-3&0&2\\0&-1&1\\0&0&0\end{pmatrix}}\Rightarrow \ker(A-5I)=\operatorname {span} (2,3,3)\Rightarrow u_{3}=(2,3,3)}
{\displaystyle (3)\quad } Nuestro candidato a base es {\displaystyle {\mathcal {B'}}=\{(-2,1,3),(1,0,0),(2,3,3)\}}, que efectivamente, es una base. Por tanto,
{\displaystyle A={\begin{pmatrix}-2&1&2\\1&0&3\\3&0&3\end{pmatrix}}{\begin{pmatrix}1&0&0\\0&2&0\\0&0&5\end{pmatrix}}{\begin{pmatrix}-2&1&2\\1&0&3\\3&0&3\end{pmatrix}}^{-1}}, y podemos calcular {\displaystyle A^{k}={\begin{pmatrix}-2&1&2\\1&0&3\\3&0&3\end{pmatrix}}{\begin{pmatrix}1^{k}&0&0\\0&2^{k}&0\\0&0&5^{k}\end{pmatrix}}{\begin{pmatrix}-2&1&2\\1&0&3\\3&0&3\end{pmatrix}}^{-1}}.
Sin embargo, no todos los endomorfismos son diagonalizables, pero podemos caracterizar aquellos que sí que lo son.

## Caracterización de endomorfismos diagonalizables
Definimos la multiplicidad algebraica y geométrica de un valor propio {\displaystyle \lambda }. La multiplicidad algebraica {\displaystyle m_{a}(\lambda )} es su multiplicidad como raíz del polinomio característico. La multiplicidad geométrica {\displaystyle m_{g}(\lambda )} de {\displaystyle \lambda } es la dimensión del espacio de vectores propios de valor propio {\displaystyle \lambda } (que denotaremos {\displaystyle E_{\lambda }}). Así, {\displaystyle m_{g}(\lambda )=\dim(E_{\lambda })}.
Antes de la caracterización, hace falta demostrar dos lemas:
| {\displaystyle (1)} Sean {\displaystyle \lambda _{1},\dots ,\lambda _{r}} VAPS de {\displaystyle f} diferentes dos a dos. Entonces, {\displaystyle E_{\lambda _{1}}\oplus \dots \oplus E_{\lambda _{r}}}, donde {\displaystyle \oplus } significa suma directa. |
| Lo vemos por inducción sobre {\displaystyle r}: {\displaystyle r=2}: Tenemos {\displaystyle \lambda _{1}\neq \lambda _{2}}. Queremos ver que {\displaystyle E_{\lambda _{1}}\oplus E_{\lambda _{2}}}, o, equivalentemente, {\displaystyle E_{\lambda _{1}}\cap E_{\lambda _{2}}=\{0\}}. Sea {\displaystyle u\in E_{\lambda _{1}}\cap E_{\lambda _{2}}} arbitrario. Tenemos que {\displaystyle \left\{{\begin{matrix}u\in E_{\lambda _{1}}\Rightarrow f(u)=\lambda _{1}u\\u\in E_{\lambda _{2}}\Rightarrow f(u)=\lambda _{2}u\end{matrix}}\right\}} {\displaystyle \Rightarrow 0=(\lambda _{1}-\lambda _{2})u{\overset {\lambda _{1}\neq \lambda _{2}}{\Rightarrow }}u=0} Como {\displaystyle u\in E_{\lambda _{1}}\cap E_{\lambda _{2}}} era arbitrario, tenemos lo que queríamos. Inducción: Sean {\displaystyle u_{i}\in E_{\lambda _{i}}} con {\displaystyle i=1,\dots ,r}. Supongamos que {\displaystyle u_{1}+\dots +u_{r}=0}. Para ver que {\displaystyle \{E_{\lambda _{i}}} están en suma directa, es suficiente ver que {\displaystyle u_{i}=0\quad \forall i=1,\dots ,r}. {\displaystyle u_{1}+\dots +u_{r}=0\Rightarrow f(u_{1}+\dots +u_{r})=f(0)\Rightarrow f(u_{1})+\dots f(u_{r})=0\Rightarrow \lambda _{1}u_{1}+\dots +\lambda _{r}u_{r}=0\quad (*)} Por otro lado, {\displaystyle u_{1}+\dots +u_{r}=0\Rightarrow \lambda _{r}u_{1}+\dots +\lambda _{r}u_{r}=0\quad (**)} Restamos {\displaystyle (*)-(**)}: {\displaystyle (\lambda _{1}-\lambda _{r})u_{1}+\dots +(\lambda _{r}-\lambda _{r})u_{r}=0\Rightarrow (\lambda _{1}-\lambda _{r})u_{1}+\dots +(\lambda _{r-1}-\lambda _{r})u_{r-1}=0{\overset {\text{Hip. inducción}}{\Rightarrow }}} {\displaystyle \Rightarrow (\lambda _{i}-\lambda _{r})u_{i}=0\quad \forall i=1,\dots ,r-1{\overset {\lambda {\text{ diferentes dos a dos}}}{\Rightarrow }}u_{i}=0\quad \forall i=1,\dots ,r-1}. Por tanto, como {\displaystyle u_{1}+\dots +u_{r}=0\Rightarrow u_{r}=0}. {\displaystyle \quad \square } |

| {\displaystyle (2)}Si {\displaystyle \lambda } es VAP de {\displaystyle f}, {\displaystyle 1\leq m_{g}({\lambda })\leq m_{a}({\lambda })} |
| Que {\displaystyle 1\leq m_{g}(\lambda )} es obvio, pues {\displaystyle \lambda } es VAP y, por definición, existen VEPs de VAP {\displaystyle \lambda }. Como los VEPs son distintos de 0, trivialmente, la dimensión del espacio que generan es no nula. Veamos que {\displaystyle m_{g}(\lambda )\leq m_{a}(\lambda )}. Sea {\displaystyle \{u_{1},\dots ,u_{d}\}} una base de {\displaystyle E_{\lambda }}: {\displaystyle E_{\lambda }=\operatorname {span} (u_{1},\dots ,u_{d})}. Por el teorema de intercambio de Steinitz, podemos completar esta base a una base del espacio: {\displaystyle {\mathcal {B}}=\{u_{1},\dots ,u_{d},u_{d+1},\dots ,u_{n}\}}. Consideremos {\displaystyle A} la matriz de {\displaystyle f} en base {\displaystyle {\mathcal {B}}}: {\displaystyle A={\begin{pmatrix}\lambda &0&\dots &0&&&\\0&\lambda &\dots &0&&C_{1}&\\\vdots &\vdots &\ddots &\vdots &&&\\0&0&\dots &\lambda &&&\\0&0&\dots &0&&&\\\vdots &\vdots &&\vdots &&C_{2}&\\0&0&\dots &0&&&\end{pmatrix}}\Rightarrow Q_{f}(t)=\det(A-tI)=(\lambda -t)^{d}\det(C_{2}-tI)=(\lambda -t)^{m_{g}(\lambda )}h(t)}, Con {\displaystyle h(t)} polinomio que podría, o no, tener a {\displaystyle \lambda } como raíz. En cualquier caso, {\displaystyle m_{g}(\lambda )\leq m_{a}(\lambda )\quad \square } |

Veamos ahora el teorema que caracteriza a los endomorfismos diagonalizables y nos permitirá asegurar que no podemos diagonalizar {\displaystyle f} antes de acabar el algoritmo presentado en el primer apartado del artículo.
| {\displaystyle f} diagonaliza {\displaystyle \Leftrightarrow \left\{{\begin{matrix}(i)\quad Q_{f}(t){\text{ descompone completamente}}\\(ii)\quad \forall \lambda {\text{ VAP }}\quad m_{g}(\lambda )=m_{a}(\lambda )\end{matrix}}\right.} |
| Observamos que {\displaystyle Q_{f}(t)} descompone completamente {\displaystyle \Leftrightarrow Q_{f}(t)=(-1)^{n}(t-\lambda _{1})^{s_{1}}\dots (t-\lambda _{r})^{s_{r}},} con {\displaystyle s_{1}+\dots +s_{r}=\operatorname {gr} (Q_{f})=n=\dim E\quad (*)}. Además, {\displaystyle f} es diagonalizable, por definición, si podemos generar el espacio sólo con VEPs, es decir, si {\displaystyle E_{\lambda _{1}}+\dots +E_{\lambda _{r}}=E}. Por tanto, {\displaystyle f{\text{ diagonaliza}}\Leftrightarrow E_{\lambda _{1}}+\dots +E_{\lambda _{r}}=E{\overset {E_{\lambda _{i}}\subseteq E\Rightarrow E_{\lambda _{1}}+\dots E_{\lambda _{r}}\subseteq E}{\Leftrightarrow }}\dim E=\dim(E_{\lambda _{1}}+\dots +E_{\lambda _{r}}){\overset {(1)}{=}}\dim(E_{\lambda _{1}}\oplus \dots \oplus E_{\lambda _{r}})=\dim E_{\lambda _{1}}+\dots \dim E_{\lambda _{r}}=} {\displaystyle =m_{g}(\lambda _{1})+\dots +m_{g}(\lambda _{r}){\overset {(2)}{\leq }}m_{a}(\lambda _{1})+\dots +m_{a}(\lambda _{r})\leq \operatorname {gr} (Q_{f})=n=\dim E\Leftrightarrow } las dos desigualdades son igualdades. La primera, por {\displaystyle (2)}, es equivalente a pedir que {\displaystyle \forall \lambda } VAP {\displaystyle m_{g}(\lambda )=m_{a}(\lambda )}. La segunda, por {\displaystyle (*)}, es equivalente a pedir que {\displaystyle Q_{f}} descomponga completamente. {\displaystyle \quad \square } |

Por tanto, en el algoritmo anterior podemos afirmar que {\displaystyle f} no es diagonalizable sin acabar en dos casos: si el polinomio característico no descompone o si al calcular los subespacios de vectores propios, encontramos alguno cuya dimensión no coincida con la multiplicidad algebraica del VAP correspondiente.
Además, si no hemos parado en ninguno de los dos casos anteriores, el teorema afirma que {\displaystyle f} es diagonalizable directamente, es decir, no hace falta el tercer paso, donde comprobábamos que el conjunto de VEPs obtenidos eran efectivamente una base. Así, podríamos actualizar el algoritmo como sigue:
(1) Encontrar los valores propios: las raíces de {\displaystyle Q_{f}(t)=\det(A-tI)}. Si no descompone completamente, {\displaystyle f} no diagonaliza. Fin.
(2) Encontrar los vectores propios: para cada valor propio {\displaystyle d_{i}},  {\displaystyle \ker(A-d_{i}I)}. Si la dimensión de este núcleo no es igual a la multiplidad del VAP correspondiente como raíz del polinomio característico, {\displaystyle f} no diagonaliza. Fin.
(3) Llegado a este punto, {\displaystyle f} diagonaliza, y la unión de las bases de los espacios de VEPs es la base que buscamos para diagonalizar {\displaystyle f}.